# Klaus Brauda

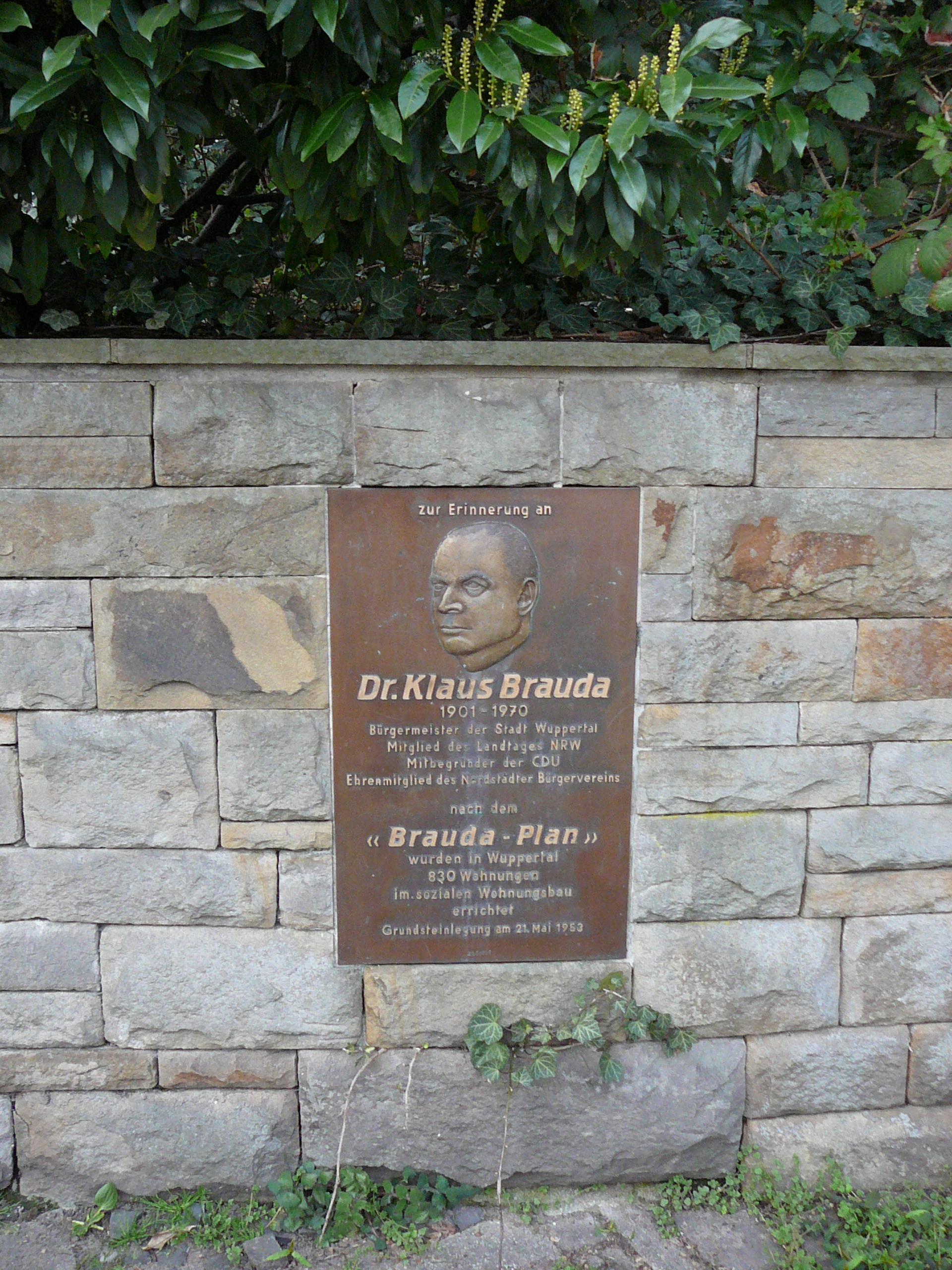
Gedenktafel an der Tütersburg, Wuppertal/Oberbarmen

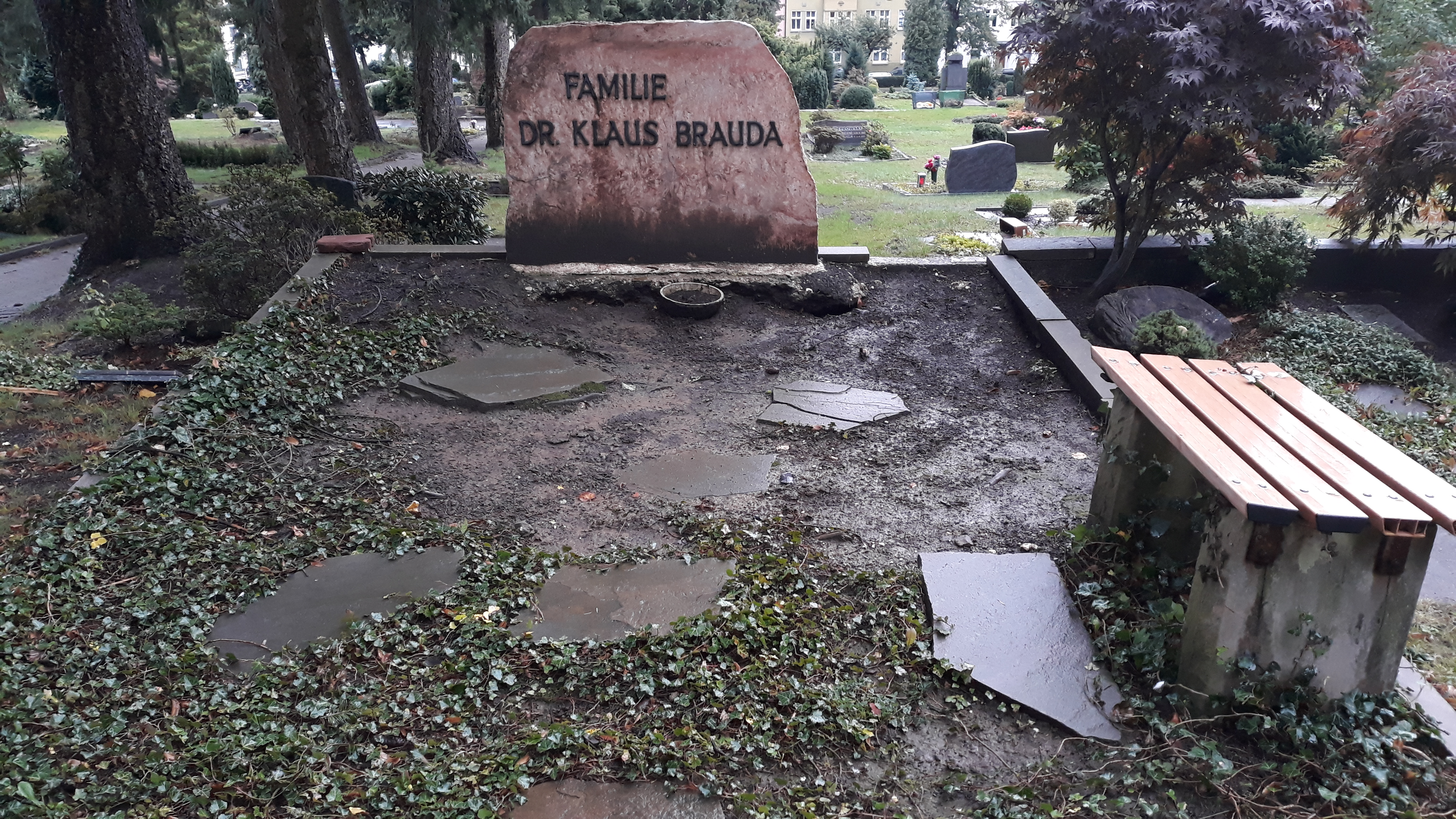
Das Grab von Klaus Brauda auf dem Evangelischen Friedhof Hugostraße in Wuppertal-Barmen.

Klaus Brauda (* 9. August 1901 in Asnières, Frankreich; † 16. Januar 1970) war ein deutscher Druckereibesitzer und Politiker der CDU.

## Leben
Nach dem Besuch des Gymnasiums studierte Brauda Rechtswissenschaften und Volkswirtschaftslehre in Heidelberg und Berlin. Er legte seine erste Staatsprüfung am Kammergericht in Berlin ab. Später promovierte er in Heidelberg zum Dr. jur.
Zwischen 1924 und 1933 war er erst Handelsvertreter und später Großhändler. Während des Zweiten Weltkrieges war Brauda (wissenschaftlicher) Hilfsarbeiter. Seit 1945 war er als geschäftsführender Gesellschafter der Otto Dahmann & Co. Druckereiunternehmer in Wuppertal.
Im Jahr 1945 gehörte Brauda zu den Mitgründern der CDU. Er war ab 1946 Mitglied der Stadtverordnetenversammlung in Wuppertal und zeitweise deren Vorsitzender beziehungsweise stellvertretender Vorsitzender. Außerdem war er zwischen 1946 und 1950 Bürgermeister in Wuppertal.
In den Jahren 1946 und 1947 war er Mitglied des ernannten Landtages von Nordrhein-Westfalen, anschließend bis 1954 gewähltes Landtagsmitglied. Nach einer Pause war Brauda zwischen 1958 und 1962 noch einmal Mitglied des Landtages.

## Auszeichnungen und Ehrungen
1967 wurde Klaus Brauda der Ehrenring der Stadt Wuppertal verliehen. Außerdem wurde nach ihm eine Straße in Wuppertal benannt, und eine Gedenktafel erinnert an ihn.